# Xã Railroad, Quận Starke, Indiana
Xã Railroad (tiếng Anh: Railroad Township) là một xã thuộc quận Starke, tiểu bang Indiana, Hoa Kỳ. Năm 2010, dân số của xã này là 1.226 người.